# Acid house kings
Pour les articles homonymes, voir AHK.
Acid house Kings (AHK) est un groupe suédois de pop indépendante.

## Historique
La formation a eu lieu au début des années 1990 entre le chanteur-guitariste Niklas Angergård (apparu dans le groupe Poprace et Starlet), son frère bassiste Johan (apparu dans le groupe Red Sleeping Beauty), et le guitariste Joakim Ödlund (apparu dans le groupe Club 8 et Poprace).
Ils sortent leurs premières compositions sous un EP intitulé Play Pop EP en 1992. Juste après, s'ensuivra un album intitulé Pop, Look & Listen! la même année. Deux autres albums suivent, le premier intitulé Advantage Acid House Kings sorti en 1997 et le second, The Sound of Summer sorti en 2000.
À ce moment-là, le groupe intègre une chanteuse, Julia Lannerheim. Avec elle, ils sortent Mondays And like Tuesday And Tuesday Are Like Wednesday en 2002, et Sing Along With Acid House Kings en 2005.

## Discographie

### Albums
- Pop, Look & Listen! (1992)
- Advantage Acid House Kings (1997)
- The Sound of Summer (2000) [Compilation]
- Mondays Are Like Tuesdays and Tuesdays Are Like Wednesdays (2002)
- Sing Along with Acid House Kings (2005)
- Music sounds better with you (2011)

### EP/Singles
- Play Pop EP (1992)
- Monaco GP (1994)
- Yes! You Love Me (1997)
- We Are the Acid House Kings (2001)
- Say Yes If You Love Me (2002)
- Do What You Wanna Do (2005)
- Everyone Sings Along With Acid House Kings (2006)